# Liste der geschützten Landschaftsbestandteile in Hagen
Die Liste der geschützten Landschaftsbestandteile in Hagen nennt die geschützten Landschaftsbestandteile in der kreisfreien Stadt Hagen in Nordrhein-Westfalen.

## Geschützte Landschaftsbestandteile
In Hagen gibt es diese im Landschaftsplan festgesetzten geschützten Landschaftsbestandteile.
| Bild | Nr.      | Bezeichnung des Naturdenkmals                                                 | Fläche  | Anmerkungen  |
| ---- | -------- | ----------------------------------------------------------------------------- | ------- | ------------ |
|      | 1.4.2.1  | Geschützter Landschaftsbestandteil Bruchwald in den Espen                     | 2,4 ha  |              |
|      | 1.4.2.2  | Geschützter Landschaftsbestandteil Gehölzstreifen Garenfeld                   | 0,84 ha |              |
|      | 1.4.2.3  | Geschützter Landschaftsbestandteil Lindenallee zur Feldlage                   | 2,95 ha |              |
|      | 1.4.2.4  | Geschützter Landschaftsbestandteil Bachaue Steinberg                          | 5,0 ha  |              |
|      | 1.4.2.5  | Geschützter Landschaftsbestandteil Kumschedebach                              | 1,2 ha  |              |
|      | 1.4.2.6  | Geschützter Landschaftsbestandteil Kopfbäume am Alten Hellweg                 | 0,04 ha |              |
|      | 1.4.2.7  | Geschützter Landschaftsbestandteil Wasserschloß Werdringen                    | 3,7 ha  |              |
|      | 1.4.2.8  | Geschützter Landschaftsbestandteil Feuchtgebiet Kaisberg                      | 2,1 ha  |              |
|      | 1.4.2.9  | Geschützter Landschaftsbestandteil Steinbrüche am Kaisberg                    | 1,15 ha |              |
|      | 1.4.2.10 | Geschützter Landschaftsbestandteil Baumreihe Lammer's Siepen                  | 0,18 ha |              |
|      | 1.4.2.11 | Geschützter Landschaftsbestandteil Birkenbach                                 | 2,2 ha  |              |
|      | 1.4.2.12 | Geschützter Landschaftsbestandteil Feuchtgebiet Weidekamp                     | 0,96 ha |              |
|      | 1.4.2.13 | Geschützter Landschaftsbestandteil Knippschildbachtal                         | 2,7 ha  |              |
|      | 1.4.2.14 | Geschützter Landschaftsbestandteil Fleyer Bach                                | 1,95 ha |              |
|      | 1.4.2.15 | Geschützter Landschaftsbestandteil Siepen bei Lichtenböcken                   | 0,6 ha  |              |
|      | 1.4.2.16 | Geschützter Landschaftsbestandteil Trockenmauer Garenfelder Weg               | 0,53 ha |              |
|      | 1.4.2.17 | Geschützter Landschaftsbestandteil Kleingewässer Tiefendorfer Straße          | 0,53 ha |              |
|      | 1.4.2.18 | Geschützter Landschaftsbestandteil Allee Gut Schönfeld                        | 0,36 ha |              |
|      | 1.4.2.19 | Geschützter Landschaftsbestandteil Wald und Teiche Gut Schönfeld              | 2,6 ha  |              |
|      | 1.4.2.20 | Geschützter Landschaftsbestandteil Hecke in der Kleingartenanlage Am Ruhhof   | 0,34 ha |              |
|      | 1.4.2.21 | Geschützter Landschaftsbestandteil Feuchtgebiet In der Halle                  | 0,16 ha |              |
|      | 1.4.2.22 | Geschützter Landschaftsbestandteil Ischelandbach                              | 5,66 ha |              |
|      | 1.4.2.23 | Geschützter Landschaftsbestandteil Humpertteich/Humpertbach                   | 1,21 ha |              |
|      | 1.4.2.24 | Geschützter Landschaftsbestandteil Feuchtgebiet Loxbaum                       | 0,54 ha |              |
|      | 1.4.2.25 | Geschützter Landschaftsbestandteil Unterer Ölmühlenbach                       | 2,0 ha  |              |
|      | 1.4.2.26 | Geschützter Landschaftsbestandteil Lennesteilhang Berchum                     | 3,9 ha  |              |
|      | 1.4.2.27 | Geschützter Landschaftsbestandteil Buchenwald Rehberg                         | 3,9 ha  |              |
|      | 1.4.2.28 | Geschützter Landschaftsbestandteil Elsebachgrund                              | 1,96 ha |              |
|      | 1.4.2.29 | Geschützter Landschaftsbestandteil Eichenwäldchen und Quellwiese Elsebach     | 0,15 ha |              |
|      | 1.4.2.30 | Geschützter Landschaftsbestandteil Quellgewässer Schälk                       | 0,4 ha  |              |
|      | 1.4.2.31 | Geschützter Landschaftsbestandteil Ölmühlenteich                              | 0,7 ha  |              |
|      | 1.4.2.32 | Geschützter Landschaftsbestandteil Allee Herbeck                              | 0,2 ha  | 2012 gefällt |
|      | 1.4.2.33 | Geschützter Landschaftsbestandteil Park und Teich Gut Herbeck                 | 2,24 ha |              |
|      | 1.4.2.34 | Geschützter Landschaftsbestandteil Hof Reh                                    | 0,5 ha  |              |
|      | 1.4.2.35 | Geschützter Landschaftsbestandteil Hof Aehringhausen                          | 1,0 ha  |              |
|      | 1.4.2.36 | Geschützter Landschaftsbestandteil Dünningsbruch                              | 5,0 ha  |              |
|      | 1.4.2.37 | Geschützter Landschaftsbestandteil Wiesenbrink                                | 1,8 ha  |              |
|      | 1.4.2.38 | Geschützter Landschaftsbestandteil Hopfengarten                               | 3,1 ha  |              |
|      | 1.4.2.39 | Geschützter Landschaftsbestandteil Herbecker Siepen                           | 1,0 ha  |              |
|      | 1.4.2.40 | Geschützter Landschaftsbestandteil Hohlweg am Kronocken                       | 0,21 ha |              |
|      | 1.4.2.41 | Geschützter Landschaftsbestandteil Tümpel Kronocken                           | 0,08 ha |              |
|      | 1.4.2.42 | Geschützter Landschaftsbestandteil Quellbereich Kronocken                     | 0,19 ha |              |
|      | 1.4.2.43 | Geschützter Landschaftsbestandteil Kursbrink                                  | 0,6 ha  |              |
|      | 1.4.2.44 | Geschützter Landschaftsbestandteil Haspe-Heubing (Geweke)                     | 0,25 ha |              |
|      | 1.4.2.45 | Geschützter Landschaftsbestandteil Stillgewässer Kuhlerkamp                   | 0,05ha  |              |
|      | 1.4.2.46 | Geschützter Landschaftsbestandteil Wäldchen Remberg                           | 0,7 ha  |              |
|      | 1.4.2.47 | Geschützter Landschaftsbestandteil Weißdornhecke Rissestraße                  | 0,08 ha |              |
|      | 1.4.2.48 | Geschützter Landschaftsbestandteil Rosengarten nördlich Eppenhauser Straße    | 1,9 ha  |              |
|      | 1.4.2.49 | Geschützter Landschaftsbestandteil Hohenhof                                   | 3,2 ha  |              |
|      | 1.4.2.50 | Geschützter Landschaftsbestandteil Gehölzstreifen Askuhle                     | 0,21 ha |              |
|      | 1.4.2.51 | Geschützter Landschaftsbestandteil Eichen bei Haßley                          | 0,13 ha |              |
|      | 1.4.2.52 | Geschützter Landschaftsbestandteil Feldhecke Tüßfeld                          | 0,08 ha |              |
|      | 1.4.2.53 | Geschützter Landschaftsbestandteil Distelstück                                | 0,6 ha  |              |
|      | 1.4.2.54 | Geschützter Landschaftsbestandteil Quambusch                                  | 0,53 ha |              |
|      | 1.4.2.55 | Geschützter Landschaftsbestandteil Haus Harkorten                             | 0,35 ha |              |
|      | 1.4.2.56 | Geschützter Landschaftsbestandteil Feuchtwiese Buntebach                      | 0,67 ha |              |
|      | 1.4.2.57 | Geschützter Landschaftsbestandteil Volmeabstieg                               | 5,0 ha  |              |
|      | 1.4.2.58 | Geschützter Landschaftsbestandteil Feldhecken Lüling                          | 0,35 ha |              |
|      | 1.4.2.59 | Geschützter Landschaftsbestandteil Niederwald Lüling                          | 0,35 ha |              |
|      | 1.4.2.60 | Geschützter Landschaftsbestandteil Bachschwinde mit Doline Brauckstück        | 3,74 ha |              |
|      | 1.4.2.61 | Geschützter Landschaftsbestandteil Waldstück mit Doline Bredde                | 0,43 ha |              |
|      | 1.4.2.62 | Geschützter Landschaftsbestandteil Steinbruch Steltenberg                     | 1,03 ha |              |
|      | 1.4.2.63 | Geschützter Landschaftsbestandteil Feuchtgebiet Aske                          | 0,4 ha  |              |
|      | 1.4.2.64 | Geschützter Landschaftsbestandteil Feuchtgebiet Stall                         | 0,9 ha  |              |
|      | 1.4.2.65 | Geschützter Landschaftsbestandteil Ehemalige Hofstelle Rönsel                 | 1,5 ha  |              |
|      | 1.4.2.66 | Geschützter Landschaftsbestandteil Waldwiesen Selbecker Bach                  | 3,01 ha |              |
|      | 1.4.2.67 | Geschützter Landschaftsbestandteil Alter Postweg                              | 0,67 ha |              |
|      | 1.4.2.68 | Geschützter Landschaftsbestandteil Ehemaliger Steinbruch Scheveberg           | 3,0 ha  |              |
|      | 1.4.2.69 | Geschützter Landschaftsbestandteil Feuchtgebiet Kattenohl                     | 0,3 ha  |              |
|      | 1.4.2.70 | Geschützter Landschaftsbestandteil Buscher Berg                               | 5,0 ha  |              |
|      | 1.4.2.71 | Geschützter Landschaftsbestandteil Steinbruch Mäckinger Bachtal               | 0,95 ha |              |
|      | 1.4.2.72 | Geschützter Landschaftsbestandteil Teichanlage Hombecke                       | 0,98 ha |              |
|      | 1.4.2.73 | Geschützter Landschaftsbestandteil Steinbruch Klingelbach                     | 1,6 ha  |              |
|      | 1.4.2.74 | Geschützter Landschaftsbestandteil Hamper Bach                                | 2,38 ha |              |
|      | 1.4.2.75 | Geschützter Landschaftsbestandteil Ehemaliger Steinbruch Ambrock              | 1,8 ha  |              |
|      | 1.4.2.76 | Geschützter Landschaftsbestandteil Bucksiepen                                 | 4,2 ha  |              |
|      | 1.4.2.77 | Geschützter Landschaftsbestandteil Am losen Knapp                             | 0,35 ha |              |
|      | 1.4.2.78 | Geschützter Landschaftsbestandteil Steinbruch Hasper Talsperre                | 0,4 ha  |              |
|      | 1.4.2.79 | Geschützter Landschaftsbestandteil Leitmecke                                  | 2,35 ha |              |
|      | 1.4.2.80 | Geschützter Landschaftsbestandteil Rumscheider Bach                           | 1,82 ha |              |
|      | 1.4.2.81 | Geschützter Landschaftsbestandteil Hülsen Deipenbrink                         | 0,13 ha |              |
|      | 1.4.2.82 | Geschützter Landschaftsbestandteil Teichanlage Brechtefeld/Kalthausen         | 1,27 ha |              |
|      | 1.4.2.83 | Geschützter Landschaftsbestandteil Helbecke                                   | 0,67 ha |              |
|      | 1.4.2.84 | Geschützter Landschaftsbestandteil Hangweide und Gehölzstreifen Werninghausen | 1,55 ha |              |
|      | 1.4.2.85 | Geschützter Landschaftsbestandteil Kleingewässer Hückinghausen                | 0,08 ha |              |
|      | 1.4.2.86 | Geschützter Landschaftsbestandteil Steinbruch Stapelbach                      | 0,45 ha |              |
|      | 1.4.2.87 | Geschützter Landschaftsbestandteil Rumscheid                                  | 2,35 ha |              |
|      | 1.4.2.88 | Geschützter Landschaftsbestandteil Feuchtwiese Niggenbölling                  | 0,16 ha |              |
|      | 1.4.2.89 | Geschützter Landschaftsbestandteil Selkinghauser Bachtal                      | 3,4 ha  |              |
|      | 1.4.2.90 | Geschützter Landschaftsbestandteil Sterbecker Aue                             | 2,65 ha |              |
|      | 1.4.2.91 | Geschützter Landschaftsbestandteil Mönigfeld                                  | 4,58 ha |              |